# Marana, Hama
Marana, Hama (tiếng Ả Rập: مرانة) là một ngôi làng Syria nằm ở Al-Ziyarah Nahiyah ở huyện Al-Suqaylabiyah, Hama. Theo Cục Thống kê Trung ương Syria (CBS), Marana, Hama có dân số 308 trong cuộc điều tra dân số năm 2004.